# Yosef Szlomo Kahaneman
Yosef Szlomo Kahaneman, lit. Josifas Šleimė Kahanemanas, hebr. ‏יוסף שלמה כהנמן‎ (ur. 13 maja 1888 w Kulach, zm. w 3 września 1969 w Bene Beraku) – litewski rabin, działacz społeczny, poseł na Sejm Republiki Litewskiej (1923–1926).

## Życiorys
Urodził się 13 maja 1888 roku. W dzieciństwie studiował w jesziwie w Płungianach pod kierunkiem rabina Chaima Icchaka Blocha Hacohena. W wieku 14 lat zaczął studiować Talmud w jesziwie w Telszach u rabina Eliezera Gordona, gdzie uczył się do 20. roku życia. Później udał się do Jesziwy Naugarduk, gdzie spędził pół roku. Następnie przez trzy lata studiował w jesziwie w Raduni u rabinów Yisraela Meira Kagana i Naftoliego Tropa.
Ożenił się z córką rabina Widzów, a w 1911 r. sam został rabinem miasta, gdy jego teść został mianowany rabinem Wiłkomierzu. Od 1916 roku kierował jesziwą w Grodnie. W 1919 r. został wybrany rabinem Poniewieża i w tym samym roku założył jesziwę „Ochel Icchak” w Poniewieżu, która po ogłoszeniu niepodległości Litwy stała się jedną z największych jesziw na Litwie. Z jego inicjatywy w mieście powstały trzy jesziwy i sierociniec. W 1923 roku został wybrany do Sejmu Litwy II kadencji, gdzie był członkiem frakcji żydowskiej.
W 1940 roku wyemigrował do Palestyny. W Bene Beraku zebrał fundusze na nową jesziwę w Poniewieżu, która została założona w 1944 r. i przekształcona w kompletny kompleks edukacyjny. Uczęszczało do niej ponad tysiąc uczniów. Słynne seminarium imienia Poniewieża, które jest uważane za jedno z największych na świecie, nadal działa w Izraelu. Kahaneman przez wiele lat był jego dyrektorem i członkiem Izraelskiej Rady Wielkich Uczonych Tory. Zmarł 3 września 1969 r. w Bene Beraku.